# 626년

## 연호
- 당(唐) 무덕(武德) 9년
- 신라(新羅) 건복(建福) 43년

## 기년
- 당(唐) 고조(高祖) 9년
- 신라(新羅) 진평왕(眞平王) 48년
- 고구려(高句麗) 영류왕(榮留王) 9년
- 백제(百濟) 무왕(武王) 27년

## 사건
- 현무문의 변이 일어나다.
- 당나라, 이세민이 태종으로 왕의 자리에 오르다.
- 사산조 페르시아가 동로마 제국과의 전쟁에서 패색이 짙어지자 전황을 역전시키기 위해 발칸반도의 아바르족과 연합해 콘스탄티노폴리스를 포위했으나 실패하고 대군을 잃다.

## 탄생
- 신라(新羅)의 30대 국왕(國王) 문무왕(文武王)
- 일본(日本)의 38대 천황(天皇) 덴지 천황(天智 天皇)

## 사망
- 당(唐)의 황태자](皇太子) 이건성(李建成)